# Teorema del grafico chiuso
In matematica, il teorema del grafico chiuso è un risultato basilare in analisi funzionale che caratterizza gli operatori lineari continui tra spazi di Banach in termini del grafico dell'operatore.
La dimostrazione del teorema del grafico chiuso fa uso del teorema della funzione aperta.

## Il teorema
Siano dati due insiemi {\displaystyle X} e {\displaystyle Y}, ed una funzione {\displaystyle T:X\to Y}. Il grafico di {\displaystyle T} è il sottoinsieme del prodotto cartesiano {\displaystyle X\times Y} dato da:
{\displaystyle G(T):={\big \{}(x,y)\,:\,x\in X,\,y=T(x){\big \}}\ }
Si supponga che {\displaystyle X} e {\displaystyle Y} siano spazi di Banach, e che {\displaystyle T:X\to Y} sia un operatore lineare. Il teorema del grafico chiuso afferma che {\displaystyle T} è continuo (e dunque limitato) se e solo se il suo grafico è chiuso nello spazio {\displaystyle X\times Y} dotato della topologia prodotto.
In modo equivalente, le seguenti affermazioni sono equivalenti:
- Se la successione {\displaystyle \{x_{n}\}} in {\displaystyle X} converge a qualche elemento {\displaystyle x}, allora la successione {\displaystyle \{T(x_{n})\}} in {\displaystyle Y} converge anch'essa, e il suo limite è {\displaystyle T(x)}.
- Se la successione {\displaystyle \{x_{n}\}} in {\displaystyle X} converge a qualche elemento {\displaystyle x} e la successione {\displaystyle \{T(x_{n})\}} in {\displaystyle Y} converge a qualche elemento {\displaystyle y}, allora {\displaystyle y=T(x)}.

La restrizione sul dominio è necessaria a causa dell'esistenza di operatori lineari chiusi illimitati, che non sono necessariamente continui. Un operatore chiuso è infatti limitato solo se è definito sull'intero spazio.

## Dimostrazione
La topologia prodotto sullo spazio vettoriale {\displaystyle X\times Y} è definita attraverso la norma:
{\displaystyle \left\|(x,y)\right\|_{X\times Y}\doteq \|x\|_{X}+\|y\|_{Y}}
Conseguentemente il grafico di {\displaystyle T}, che è un sottospazio di {\displaystyle X\times Y}, può essere dotato della norma indotta che viene detta anche norma del grafico:
{\displaystyle \left\|(x,Tx)\right\|=\|x\|_{X}+\|Tx\|_{Y}\quad x\in X}
Si supponga dapprima {\displaystyle T} continuo. Ovviamente il grafico {\displaystyle \Gamma (T)} è chiuso ed una implicazione è banalmente provata.
Si supponga ora {\displaystyle \Gamma (T)} chiuso. È evidente che {\displaystyle \Gamma (T)}, dotato della norma del grafico, è uno spazio di Banach. Si definiscono i seguenti operatori:
{\displaystyle \Pi _{1}:\Gamma (T)\to X\qquad \Pi _{1}(x,Tx)\doteq x}
{\displaystyle \Pi _{2}:\Gamma (T)\to Y\qquad \Pi _{2}(x,Tx)\doteq Tx}
Ovviamente {\displaystyle \Pi _{1}} e {\displaystyle \Pi _{2}} sono lineari e continui e {\displaystyle \Pi _{1}} è una biiezione. Quindi, per il teorema dell'inversa (corollario del teorema della funzione aperta) l'operatore inverso:
{\displaystyle \Pi _{1}^{-1}:X\to \Gamma (X)}
è lineare e continuo. Ne segue che:
{\displaystyle T=\Pi _{2}\circ \Pi _{1}^{-1}:X\to Y}
è continuo.

## Generalizzazione
Il teorema del grafico chiuso può essere generalizzato a più astratti spazi vettoriali topologici nel modo seguente. Un operatore lineare da uno spazio botte {\displaystyle X} a uno spazio di Fréchet {\displaystyle Y} è continuo se e solo so il suo grafico è chiuso nello spazio {\displaystyle X\times Y} dotato della topologia prodotto.